# Abdulxashim Mutalov
 (mars 2015).
Si vous disposez d'ouvrages ou d'articles de référence ou si vous connaissez des sites web de qualité traitant du thème abordé ici, merci de compléter l'article en donnant les références utiles à sa vérifiabilité et en les liant à la section « Notes et références ».
Abdulxashim Mutalovich Mutalov, né le 14 février 1947 près d'Ohangaron, dans l'oblast de Taschkent (RSS d'Ouzbékistan), est un homme d'État ouzbek.

## Biographie
Boulanger de formation, il dirige une importante boulangerie dans le raïon d'Ohangaron de 1979 à 1986. Il commence sa carrière politique en 1986 lorsqu'il est nommé ministre de l'Industrie de la boulangerie. En 1991, il devient vice-président du Conseil des ministres de la RSS d'Ouzbékistan et le 13 janvier 1992, après l'effondrement de l'Union soviétique, il devient premier ministre de la nouvelle République d'Ouzbékistan. Il demeure à ce poste jusqu'en 1995, étant alors remplacé par O‘tkir Sultonov.